# Cyklisté sobě
Cyklisté sobě je český aktivistický projekt, který vznikl roku 2013 a provozuje jej Laboratoř udržitelného urbanismu spolku AutoMat ve spolupráci s dalšími osobami a se zapojením širší cyklistické veřejnosti. Jádrem projektu je sběr podnětů upozorňujících na problémová místa cyklistické infrastruktury, zejména dlouhodobě neřešená. Ambicí projektu je nejen přeposílání podnětů odpovědným institucím, ale i komunitní spolupráce na návrhu, projektu a vyjednání řešení, činnost komunity však přesahuje i do analytických činností a legislativních návrhů, organizovaných úklidových akcí, vývoje a provozu sněžných cyklopluhů atd. Prostřednictvím mateřského spolku AutoMat může iniciativa pomoci nasměrovat i drobné dotace. Facebooková stránka skupiny slouží i ke zpravodajství o nových cykloopatřeních (zejména v Praze), probíhajících rekonstrukcích nebo jednáních s úřady. Vůdčí postavou projektu a autorem většiny článků na blogu projektu je Ing. Vratislav Filler, autor cyklistických map Prahy a spoluautor příručky pro městskou cyklistiku, dopravní aktivista, dlouholetý člen komise pražské rady města pro cyklistickou dopravu, profesně odborník na kosmickou geodézii.[zdroj?]

## Historie
Systém je převzatý jako překlad systému Cyclescape ze Spojeného království, kde sloužil hlavně jako geolokalizovaný mailinglist, koordinující stovky lidí z desítek místních skupin. Na překlad a implementaci přispěla společnost GeoVation, Nadace Partnerství a Nadace Via. Po 8 letech zkušeností[kdy?] Vratislav Filler konstatoval, že systém byl pro české poměry poněkud předimenzovaný („jako jít na komára s kanonem“) a naopak postrádá některé důležité funkce, například vygenerování úhledného přehledu jednotlivého podnětu do souboru pdf. Výhledově podle něj skupina uvažuje o náhradě něčím jednodušším, patrně přímo zapojeným do celostátní cyklomapy, avšak prozatím se původní systém snaží udržovat v provozu. Rovněž se uvažuje o větším propojení s mapou Prahou na kole, která obsahuje vrstvu cykloopatření.

## Fungování projektu
Oproti jiným projektům sbírajícím podněty týkající se dopravní infrastruktury a veřejných prostranství je tento projekt výrazně komunitně zaměřen. Přispěvatel či účastník projektu si musí zadat svoji oblast zájmu (např. svoji trasu či čtvrť – bez jejího zvolení je dle manuálu účet „téměř k ničemu“) a může se připojit k místní skupině nebo skupinám, které zpravidla disponují akčními členy i odborným zázemím a které o podnětech jednají s úřady. Přihlášení do místní skupiny není automatické, ale podléhá schválení administrátorem skupiny. Místní skupiny se mohou svým zájmovým územím překrývat a je na nich, zda se k řešení konkrétních podnětů spojí, nebo postupují samostatně. 
Vložením podnětu se podnět nikam nepřeposílá, pouze je zaevidován a avizován k diskusi cíleně těm, jejichž sledované trasy nebo zájmové oblasti se týká. Cílem projektu je zkvalitnit podněty úřadům a získat pro ně podporu lidí, kteří přes dané místo jezdí. Pro Prahu byla od ledna 2018 dohodnuta možnost, že podněty z projektu Cyklisté sobě lze kliknutím přeposlat do městského projektu Zmente.to.
Platformami projektu je jednak vlastní web s podněty a diskusemi a přílohami k nim, jednak doprovodný webový blog, obsahující manuál k projektu, různé články a také webové stránky několika místních skupin. Praktická komunikace se však z velké části přesunula do uzavřené facebookové skupiny Cyklisté sobě, založené 28. května 2013, která v září 2022 měla přes 700 členů.
Podněty jsou na webu projektu v mapě a přehledech viditelné vždy veřejně i pro nepřihlášené uživatele, totéž platí i pro dokumenty v knihovně. Diskusní vlákna se rozlišují veřejná a soukromá, přičemž soukromá jsou přístupná pouze členům určité skupiny; do soukromých vláken lze přidávat i dokumenty, které nemají být zveřejněny.
V Praze získal spolek AutoMat v roce 2021 v rámci akce “Cyklisté sobě implementující” od magistrátu „nevelkou částku“ na řešení takových podnětů. Pomoc s projektem a financováním spolek AutoMat nemíří na zásadní velké investice, ale na drobné místní problémy: například doplnění zrcadla, výměnu nevhodné značky, sražení vysoké obruby nebo doplnění poptávaného cyklostojanu, tedy drobné úpravy, které mohou být pod rozlišovací schopností samosprávy nebo na ně úřad nemá vyhrazené prostředky nebo kapacitu či zaběhlé mechanismy, jak věc řešit.

## Skupiny
V září 2022 bylo v adresáři místních skupin uvedeno cca 63 skupin, z toho 20 jsou skupiny pro dílčí části nebo oblasti města Prahy a jedna skupina pro celopražská témata. Mimopražské skupiny jsou pro jednotlivá města nebo aglomerace, a to: 
- Kladno a okolí
- Neratovice a okolí
- Mladá Boleslav
- Brandýs nad Labem-Stará Boleslav
- Říčany
- Mníšek pod Brdy
- Příbram
- České Budějovice
- Jindřichův Hradec
- Plzeň
- Louny
- Most a Litvínov
- Litoměřice
- Roudnice nad Labem
- Ústí nad Labem
- Liberec a Jablonec
- Nové Město nad Metují
- Rychnov nad Kněžnou
- Hradecká stezka (Hradec Králové a okolí)
- Pardubice
- Jihlava
- Nemotorová doprava ve Žďáře
- Třebíč
- Brno
- Znojmo
- Břeclav
- Olomouc
- Přerov
- Hranice
- Nový Jičín
- Kopřivnice
- Ostrava
- Karviná
- Krnov
- Otrokovice
- Uherské Hradiště

Z krajských měst tedy nemají zastoupení Karlovy Vary a Zlín (sousední Otrokovice však ano), z okresních měst je zastoupeno výrazně méně než polovina, venkovské oblasti a menší městečka mimo aglomerace větších měst jsou zastoupeny jen výjimečně. 
Specifická je uzavřená pracovní skupina královéhradeckého primátora (existující vedle běžné skupiny pro hradecké cyklisty) a skupina bikesharingové firmy Rekola Praha. Kromě skupin definovaných zájmovou lokalitou existují dvě speciální skupiny tematické bez vymezení geografické oblasti, a to skupina Komunikace s úřady a Analytická skupina.[zdroj?]